# Транспорт на Реюньоне

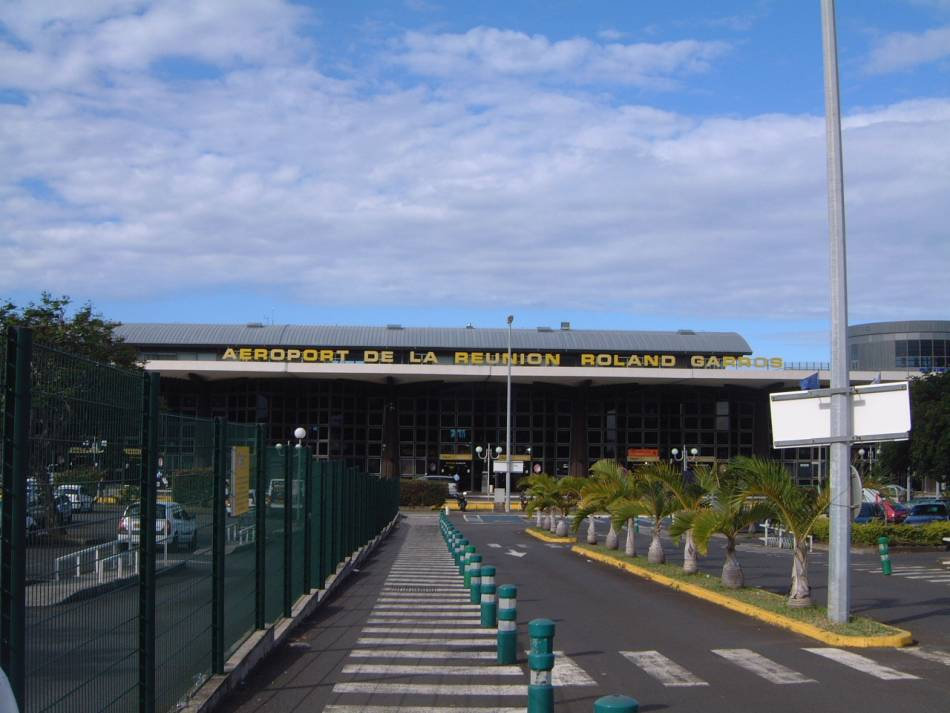
Аэропорт Ролан Гаррос

Реюньон располагает сетью автомагистралей общей протяженностью 2784 км. Из этой длины 2187 км дорожной сети имеют асфальтовое покрытие. В цирк Мафате нет дорог, поэтому транспорт туда доставляется на вертолёте.

## Автомагистрали
Была разработана система автомагистралей, пролегающих между основными городами.
- Маршрут National Route 1 (N1/RN1) соединяет Сен-Дени с Сен-Пьером, а также соединяет Ле-Порт, Сен-Поль, Ла-Салин-ле-О и Сен-Луи. Его длина составляет 76 км.
- N2 соединяет Сен-Дени с Сен-Бенуа, а также соединяет Сен-Андре. Его длина составляет 34 км.
- N3 соединяет Сен-Пьер с Сен-Бенуа, но автомагистраль идет только от Сен-Пьера до Ле-Тампона, его длина составляет 7 км.

## Море
На Реюньоне есть два крупных порта: Le Port и Pointe des Galets. Есть шесть пристаней для яхт. Реюньон располагает торговым флотом из одного судна весом более 1000 gt, которое является химическим танкером.

## Аэропорты
На острове есть два аэропорта, оба с асфальтированными взлетно-посадочными полосами. Главный аэропорт — международный аэропорт Ролан Гаррос, расположенный недалеко от Сен-Дени, а второй — Aéroport de Pierrefond, расположенный недалеко от Сен-Пьера на юге острова.

## Железные дороги
На Реюньоне нет железных дорог, за исключением короткой туристической линии, которая изначально была частью более крупной железнодорожной сети. Проект легкорельсового транспорта протяженностью 42 км был отменен в 2010 году после смены регионального правительства в 2010 году, в основном потому, что проект посчитали слишком дорогим (1,6 млрд евро). Новый президент региона решил вместо этого профинансировать новую прибрежную дорогу. В 2019 году была предложена новая система легкорельсового транспорта, которая свяжет Ле-Барашуа с аэропортом.

## Канатная дорога
Из-за огромной загруженности дорог, вызванной сложным рельефом на главной прибрежной дороге, государственные органы инвестировали в систему канатной дороги, связывающую два района Сен-Дени: Ле-Шодрон и Буа-де-Нефль, с тремя промежуточными остановками. Построенная POMA, ведущей французской компанией в области канатных дорог, она открылась в марте 2022 года. Имея 46 кабин, она рассчитана на перевозку до 1200 человек в час. Эта канатная дорога является первой во всем Индийском океане.

### Дальнейшее чтение
- Булонь, Эрик (2005). Le petit train longtemps (на французском). Ле-Ман: Ed. Cénomane. ISBN 2902808410.
- Робинсон, Нил (2009). World Rail Atlas и историческое резюме. Том 7: Северная, Восточная и Центральная Африка. Барнсли, Великобритания: World Rail Atlas Ltd. ISBN 978-954-92184-3-5.

## Внешние ссылки
- Aéroport Roland Garros (Главный аэропорт)
- Изображения туристической железной дороги